# Cordemois
Cordemois est un lieu-dit en bord de Semois, à  trois kilomètres à l’ouest de la ville de Bouillon, dans la province de Luxembourg (Région wallonne de Belgique).
Les seules habitations du lieu-dit sont l’abbaye Notre-Dame de Clairefontaine, souvent appelée abbaye de Cordemois, et sa ferme. Un ancien et pittoresque pont sur la Semois, à la sortie de Bouillon – le ‘pont de Cordemois’ – et une route en cul-de-sac conduisent à l’abbaye cistercienne féminine fondée en 1935.